# Kell Brook
Kell Brook est un boxeur anglais né le 3 mai 1986 à Sheffield.

## Carrière
Passé professionnel en 2004, il devient champion du monde des poids welters IBF le 16 août 2014 en battant aux points l'américain Shawn Porter à Carson en Californie. Brook conserve son titre aux dépens de Ionut Dan Ion le 28 mars 2015 par abandon à  l'issue de la 4e reprise après avoir été compté 4 fois par l'arbitre au cours du combat. Il poursuit sa série de victoires en battant au 6e round Frankie Gavin le 30 mai 2015 puis au 2d round Kevin Bizier le 26 mars 2016 avant de défier le champion du monde des poids moyens, le kazakh Gennadiy Golovkin. Organisé à Londres le 10 septembre 2016, le britannique domine les premières reprises mais blessé à l'orbite droit à cause d'un puissant jab de Golovkin au deuxième round, occasionnant une gêne importante pour laquelle il se plaint pendant le combat, son coin décide de jeter l'éponge lors de la 5e reprise pour lui éviter une plus dure défaite.
Le 27 mai 2017, il affronte Errol Spence Jr. au Bramall Lane stadium pour la défense de sa ceinture IBF champion du monde des poids welters. Il domine les 6 premières reprises mais au 7e round, il se blesse à l'orbite gauche. Voyant double de cette œil pendant tout le reste du combat, il décide de s’arrêter au 11e round car la blessure était devenue trop sérieuse et la domination d'Errol Spence, sur les rounds suivants la fracture de l'orbite de Brook, était devenue trop conséquente. Ironie du sort, cette fois-ci c'est l'orbite gauche qui a été fracturée et non le droit.
Kell Brook s'incline également le 14 novembre 2020 face au champion WBO de la catégorie, Terence Crawford, par arrêt de l’arbitre au 4e round.